# Heinrich Carl Johann Manger
Heinrich Carl Johann Manger (* 27. Dezember 1833 in Odessa; † nach 1896) war ein deutscher Bildhauer.

## Leben
Manger war der Sohn des deutschstämmigen Heinrich August Manger und der Anna Franz. Er kam nach eigenen Angaben im Alter von 10 Jahren nach Deutschland und lebte bis 1850 in Schlesien. Von 1848 bis 1850 war er Schüler an der Königlichen Kunst- und Gewerbeschule in Breslau. 1851 ging er an die Kunstakademie in Dresden, um sich als Bildhauer ausbilden zu lassen. Schicksalsschläge innerhalb seiner Familie zwangen ihn jedoch schon nach vier Monaten die Akademie zu verlassen und sich unverzüglich eine Arbeitsstelle zu suchen. So wurde er zunächst Holzschneider und bot August Gaber seine Dienste an ohne eine Ausbildung absolviert zu haben. Für diesen fertigte er manche Blätter nach Vorlagen von Ludwig Richter und Julius Schnorr von Carolsfeld an. 1859 gab er die Xylographie auf und ging bis 1869 nach Amerika. Hier arbeitete er als Fotograf, Bildhauer und Porträtmaler. Nach seiner Rückkehr bildete sich auf der Akademie in Berlin unter Albert Wolff in der Skulptur noch weiter aus.

## Werke
- Kriegerdenkmal 1870/71 in Stargard (1874)
- kolossale Büste Herbarts in Oldenburg (1876)
- Bismarckdenkmal im Bad Kissinger Stadtteil Hausen (1877).
- Reichskanzler Bismarck-Standbild als Kopie des Kissinger Denkmals auf dem Harburgberg in Wernigerode-Nöschenrode (am 1. April 1890 übergeben).
- Goethe[4]- und Schiller-Standbilder (1886) im Horticulture Center, Philadelphia, PA, USA
- Wilcox Soldiers’ Monument, West Cemetery, Madison, Connecticut (1896)[5]

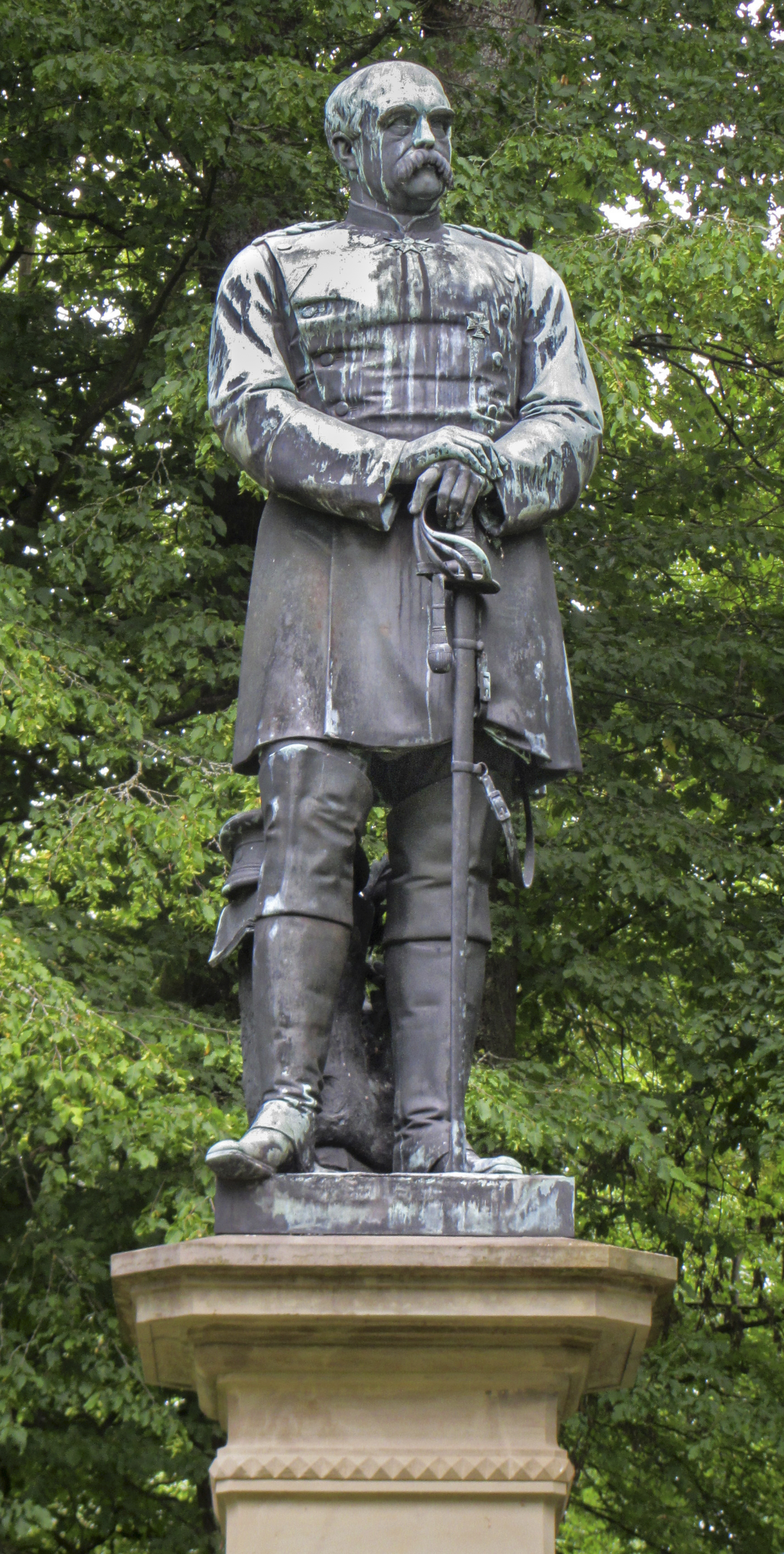
Bismarck-Denkmal in Bad Kissingen
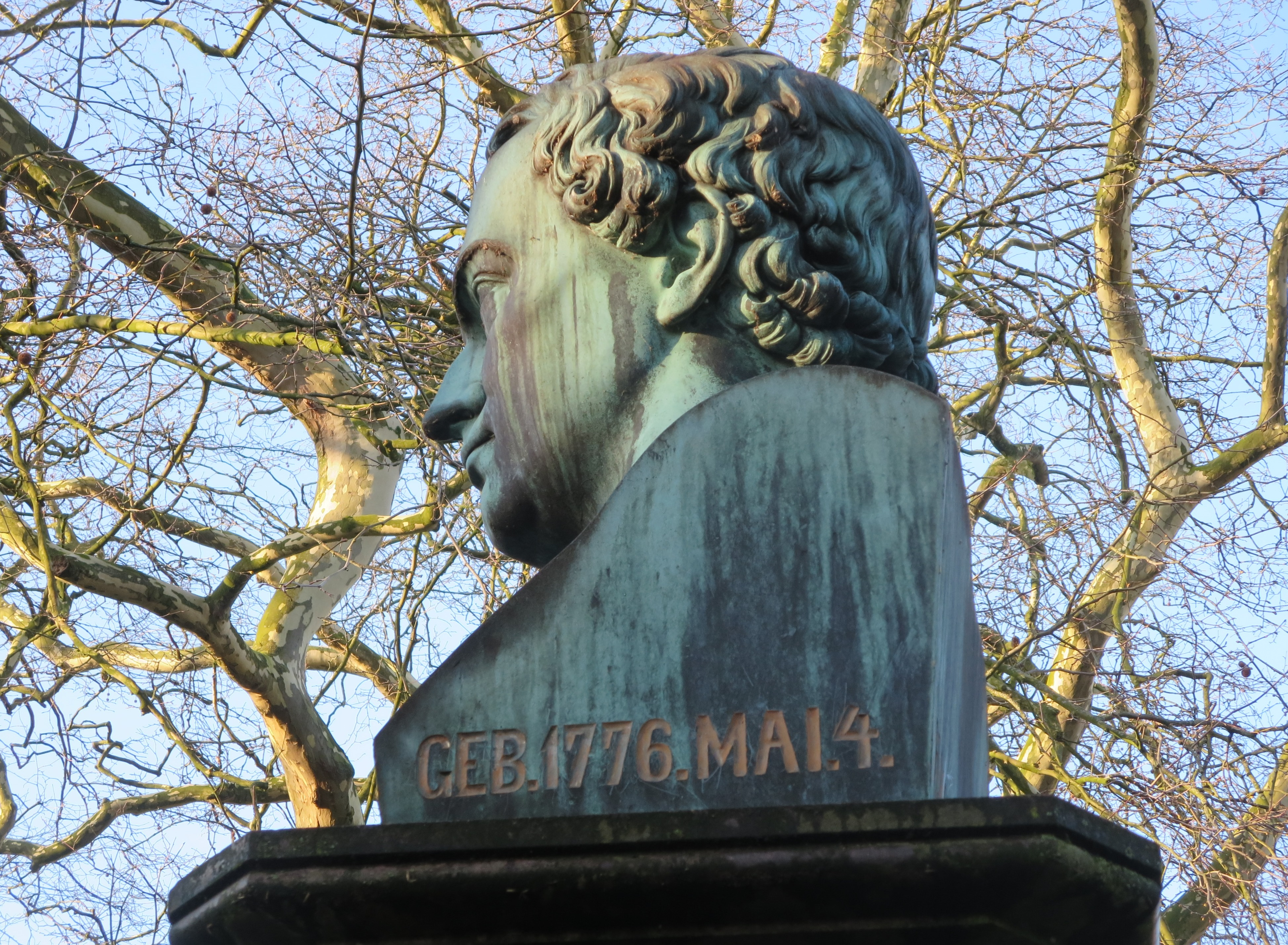
Büste von Johann Friedrich Herbarts in Oldenburg
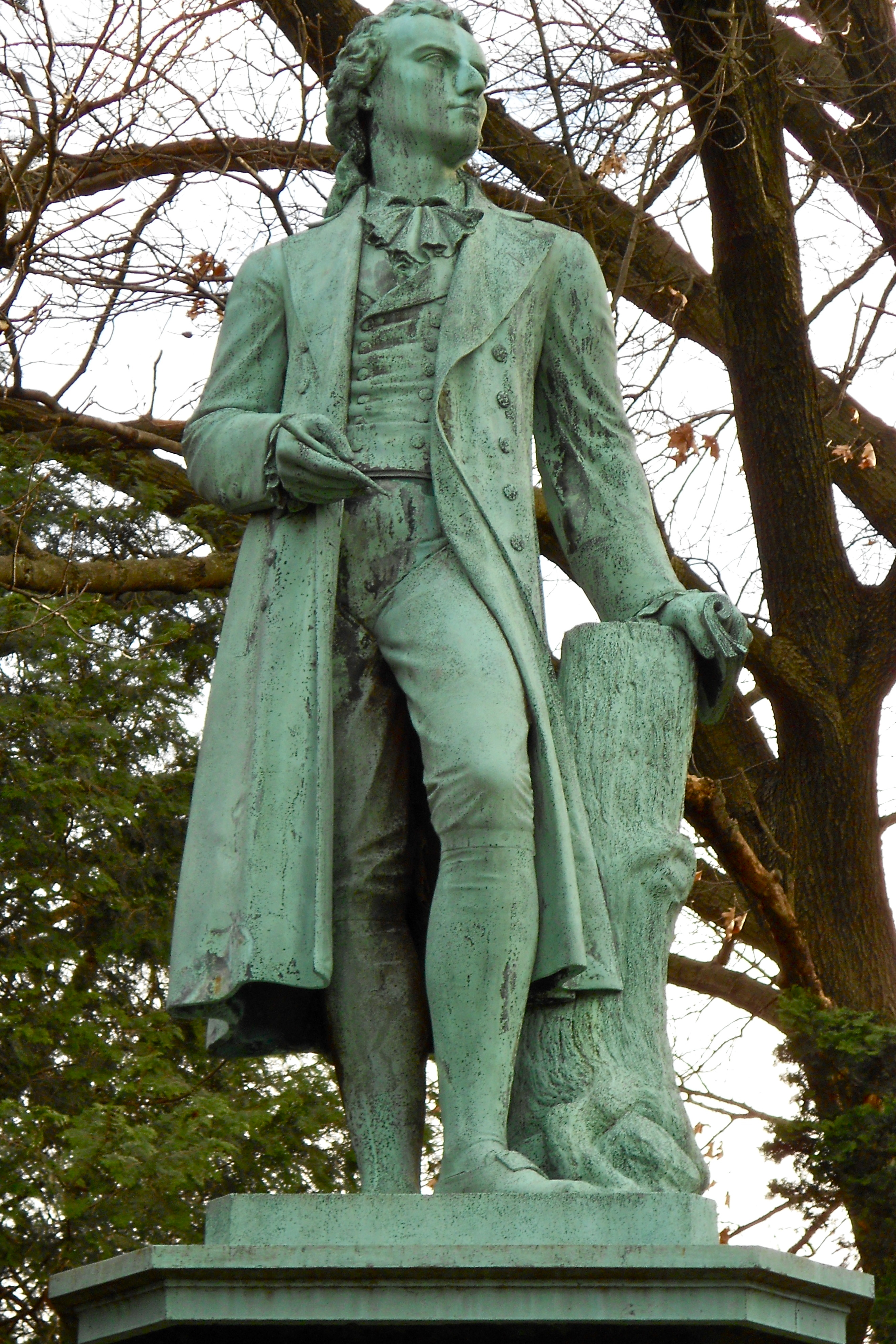
Schiller-Standbild im Horticulture Center, Philadelphia